# CCTV+
CCTV + est une agence de presse télévisée spécialisée dans la vidéo à la demande basée à Pékin et appartenant au réseau d’information appartenant à l’État, Télévision centrale de Chine.

## Histoire
CCTV + a été lancé en décembre 2010 et couvre des reportages du monde entier en sept langues sur plus de 1600 chaînes de télévision dans plus de 70 pays.

## Voir également
- Liste des agences de presse